# Wielka Synagoga we Florencji
Wielka Synagoga we Florencji (wł. Tempio maggiore israelitico di Firenze) – żydowska synagoga znajdująca się we włoskiej Florencji.

## Historia
Po zjednoczeniu Włoch Żydzi otrzymali prawa obywatelskie, a istniejące od 1571 roku florenckie getto zostało zlikwidowane. Bankier David Levi przekazał wówczas kwotę 1,5 mln lirów na wzniesienie w mieście nowej synagogi. Prace budowlane, rozpoczęte od położenia przywiezionego z Jerozolimy kamienia węgielnego, trwały od 1874 do 1882 roku.
Synagoga przetrwała II wojnę światową bez większych zniszczeń – Niemcy początkowo wykorzystywali ją jako garaż, tuż przez wycofaniem się z miasta zaminowali ją w celu wysadzenia, jednak członkom włoskiego ruchu oporu udało się rozbroić większość ładunków. Budynek ucierpiał jednak w poważnym stopniu podczas powodzi w 1966 roku.

## Architektura i wystrój
Wzniesiona w stylu mauretańskim budowla została zaprojektowana przez Mariano Falciniego, Vincenzo Micheliego oraz Marco Trevesa. Nakryta wielką miedzianą kopułą synagoga została zbudowana z granitu i trawertynu. Fasada frontowa zwieńczona jest dwiema wieżyczkami. Wnętrze zdobią witraże i mozaiki, podłogi wyłożono marmurem. Na dziedzińcu umieszczono tablice z nazwiskami florenckich Żydów, którzy nie przetrwali Holocaustu.